# Sheldon Fox

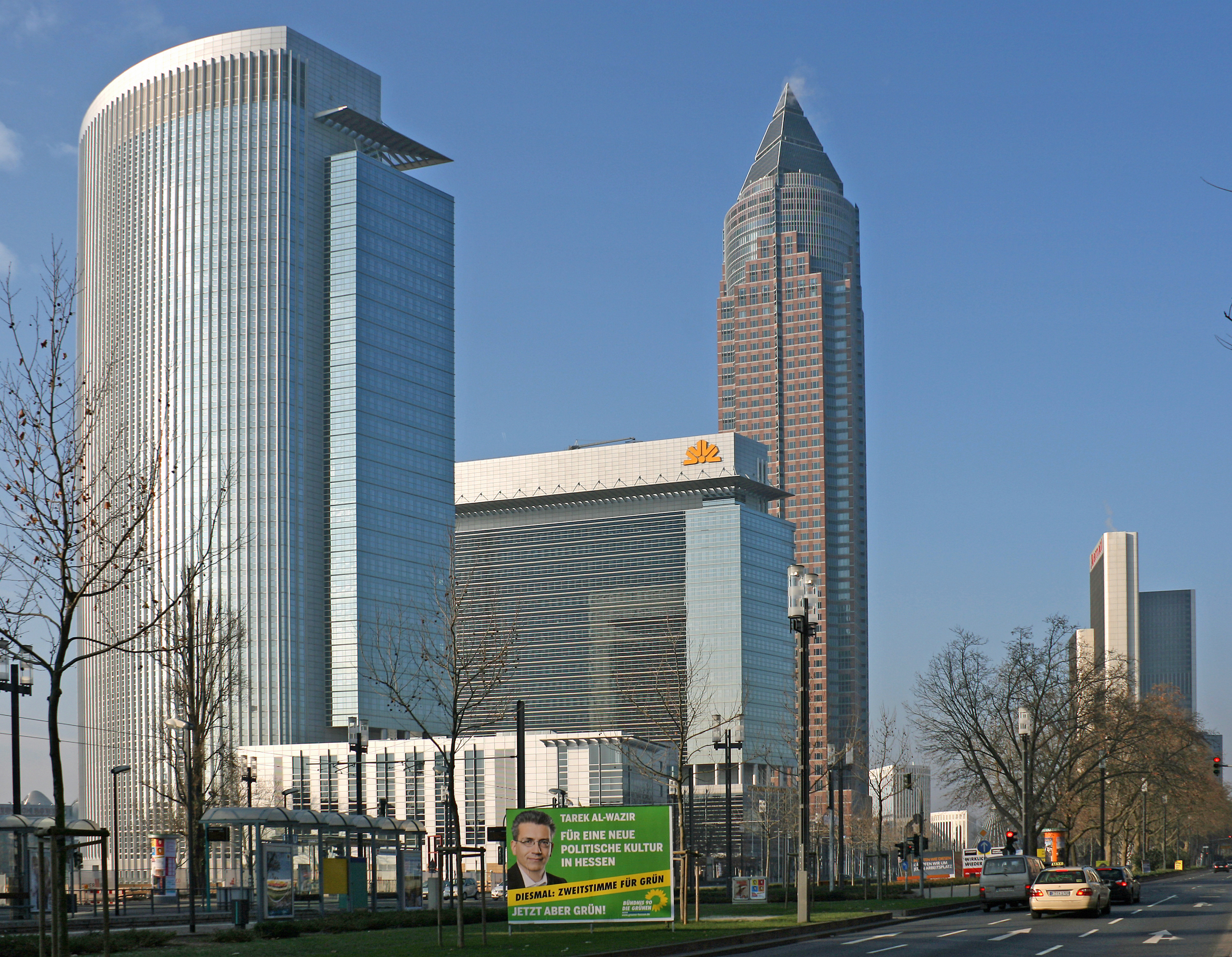
Links Pollux, rechts Kastor, mit Messeturm und Westend Gate im Hintergrund

Sheldon Fox (* 28. Juni 1930 in der Bronx, New York City; † 16. Dezember 2006 in Fairfield, Connecticut) war ein US-amerikanischer Architekt und einer von drei Gründungspartnern des US-Architekturbüros Kohn Pedersen Fox Associates (KPF), New York City.
Sheldon Fox wurde 1930 in der Bronx, New York City, geboren, studierte an der University of Pennsylvania Architektur und machte dort im Jahre 1953 seinen Abschluss.
1955 wurde er vom New Yorker Büro Kahn & Jacobs angestellt.
1972 wechselte er zu John Carl Warnecke & Associates, wo er seinen ehemaligen Kommilitonen William Pederson (* 1938) wieder traf.
Gemeinsam mit A. Eugene Kohn (1930–2023) gründeten die beiden im Jahre 1976 ihr eigenes Architektur-Büro, Kohn Pedersen Fox Associates (KPF), das in der Folge zu einer der erfolgreichsten Architektur-Büros der USA wurde.
Der Erfolg des Büros, das Niederlassungen in New York, London und Shanghai unterhält, und mit derzeit rund 400 Beschäftigten in etwa 30 Ländern baut, gründete sich unter anderem auf die strikte Aufgabenteilung seiner drei Geschäftsführer:
Während Pederson die Rolle des Haupt-Entwurfsarchitekten übernahm, zeichnete Kohn für das Marketing verantwortlich. Fox fungierte als Generalmanager des Unternehmens.
KPF realisierten eine Vielzahl von Gebäuden – überwiegend Bürohochhäuser – nicht nur in den USA, sondern rund um den Globus.
Der Baustil des Architektur-Büros reicht dabei von der Spätmoderne über den International Style bis hin zur Postmoderne.
Das von KPF in den Jahren 1979 bis 1983 in Chicago, Illinois, errichtete 333-Wacker-Drive-Gebäude – ein 149 m hohes Bürogebäude mit 31 Stockwerken und einer Büronutzfläche von 96.800 m² – war das erste Bauwerk, mit dem das Architektur-Büro aufgrund des ausgefallenen Glas-Metall-Designs größere Aufmerksamkeit und Anerkennung der Fachwelt erlangte.
Weitere herausragende markante Beispiele sind unter anderem das Shanghai World Financial Center, der Roppongi Hills Mori Tower, Tokio, World Bank Headquarters in Washington, D.C., oder Gannett & USA Today Headquarters Towers in Tysons Corner, Virginia.
Die Firma bekam zahlreiche Auszeichnungen.
Den renommierten und begehrten AIA-Architectural Firm Award, der vom American Institute of Architects verliehen wird, erlangte sie insgesamt sechsmal.
Die Wiedervereinigung Deutschlands, auch die Bedeutungszunahme der Europäischen Union eröffneten für KPF auch hier ein weites Betätigungsfeld.
Eine von KPFs ersten spektakulären Aufträgen in Deutschland war der Wolkenkratzer Westendstraße 1 für die DZ Bank in Frankfurt am Main (1993). Für das Design des so genannten Kronenhochhauses konnte KPF im Jahre 1995 die begehrte Auszeichnung AIA Honor Award zum dritten Mal in Empfang nehmen.
Es folgten im Jahre 1997 – ebenfalls in Frankfurt – die beiden Projekte Kastor und Pollux.
Der rasante Aufstieg der asiatischen Staaten brachte KPF große Aufträge, vor allem in Chinas aufstrebenden Metropolen Shanghai, Hongkong und Peking.
Das 2008 fertiggestellte Shanghai World Financial Center wird mit einer Höhe von 492 m und 101 Stockwerken zu den höchsten Gebäuden der Welt gezählt (4. Platz).
Fox hatte sich bereits 1996 aus dem Büro zurückgezogen und hielt seitdem vermehrt Vorträge über Architektur und Architekturmanagement.
Sheldon Fox war mit Judith Landa verheiratet. Das Paar hatte drei Kinder.

## Bauwerke (Auswahl)
Siehe hierzu den Artikel über Kohn Pedersen Fox